# Чёрная армия (Молдова)
Чёрная армия (рум. Armata Neagră) — молдавская антисоветская организация 1949—1950 годов. Действовала в основном в Унгенском районе Молдавской ССР. Состояла из крестьян-антикоммунистов. Вела подпольную вооружённую борьбу, совершала нападения на партийных функционеров, колхозных активистов и милицию. Ликвидирована органами МГБ СССР.

## Советизация и недовольство
В 1944 году Бессарабия была вновь включена в состав Советского Союза в качестве Молдавской ССР. Интенсивная советизация, коллективизация сельского хозяйства, обрыв традиционных связей с Румынией, политические репрессии вызывали широкое недовольство, особенно среди крестьян-единоличников. Обстановку усугубил и обострил послевоенный голод.
В июле 1949 года МГБ СССР была проведена Операция «Юг» — массовая депортация «неблагонадёжных» по социально-политическим признакам молдавских семей. Распространились слухи о предстоящем продолжении этой акции. Непримиримые антисоветские элементы перешли к вооружённому сопротивлению.

## Организация и лидеры
Через несколько дней после депортации крестьяне-антикоммунисты Бельцкого уезда Гаврил Андранович, Ион Борс, Владимир Казаку и Владимир Теодорович решили создать вооружённую группу Armata Neagră — Чёрная армия. Первоначально её лидером был Андранович, пользовавшийся авторитетом крепкого хозяина.
Организация быстро разрослась, к ней примкнули другие антисоветски настроенные крестьяне, в том числе находившиеся на нелегальном положении. После скорой гибели Андрановича в перестрелке с милицией вожаком стал Гаврил Бодиу, к тому времени скрывавшийся от властей из-за совершённого им убийства государственного налогового агента. В октябре 1949 погиб и Бодиу. В руководство «Чёрной армией» выдвинулись крестьянин из села Кондратешты Теодор Кошкодан, его сестра Мария Буруянэ, её сын Георге Буруянэ, а также Ион Ганя. Видную роль по-прежнему играли Борс и Теодорович.

## Вооружённые нападения
Наиболее активные атаки были совершены весной 1950 года. 1 мая «Чёрная армия» сорвала официальное празднование в селе Куртоая. 19 мая Теодор Кошкодан, Георге Буруянэ, Ион Ганя и Серджиу Анточ атаковали функционеров ВКП(б) в селе Волчинец. 21 мая в селе Корнова повстанцы напали на милицию и захватили оружие. Была проведена серия нападений на магазины, пункты кооперативной торговли и отделения банков, нанесён серьёзный материальный ущерб. При этом захваченное государственное и кооперативное имущество часто распределялось среди сельских жителей.
6 июня 1950 Ион Борс, Ион Кошкодан-младший, Василе Плешка, Харитон Челпан обстреляли автомобиль функционеров Корнештского райкома ВКП(б). 18 июня в селе Леордоая Теодор Кошкодан запретил организовывать колхоз, пригрозив убийством активистов. 6 июля Теодор Кошкодан, Ион Борс, Владимир Теодорович, Василе Плешка и Харитон Челпан убили председателя совета в посёлке Фламанзени.
К лету 1950 года «Чёрная армия» насчитывала до 50 вооружённых бойцов, общее количество вовлечённых достигало 100 человек. Органы госбезопасности усматривали в ней серьёзную опасность. Многие повстанцы погибли в боестолкновениях. Жёстким преследованиям подверглись крестьяне, оказывавшие помощь «Чёрной армии». Было проведено несколько операций по захватам вожаков. Это делалось путём вербовки связных, которым гарантировалась амнистия и крупное денежное вознаграждение. Впоследствии эти обещания обычно не выполнялись, информаторы арестовывались на общих основаниях и приговаривались к длительным срокам.

## Судьбы участников
Теодор Кошкодан, Ион Кошкодан-младший, Ион Борс были расстреляны по приговорам. Мария Буруянэ, Георге Буруянэ, Владимир Теодорович и ряд других отбывали сроки в исправительно-трудовых лагерях. Около 40 человек получили 25-летние сроки. Последний процесс — над двумя десятками сочувствующих — был проведён в феврале 1951.
Мария Буруянэ, за которой не числилось насильственных действий, была освобождена летом 1956 года. Владимир Теодорович, один из основателей и командиров «Чёрной армии», отбыв срок, вернулся в родные места в 1972 году.
Один из бойцов, Симион Маргаринт, в течение 25 лет скрывался у сочувствующей крестьянки Елизаветы Вартошу. В 1972 он встретился с вернувшимся Теодоровичем. Маргаринт был обнаружен властями в 1975, арестован при попытке оказать сопротивление, но через две недели освобождён и принят в колхоз. Отличался добросовестной работой и глубокой религиозностью. Скончался в 1988 году.

## В историческом контексте
В советский период «Чёрная армия» рассматривалась как преступная организация. Она ставилась в один ряд с прибалтийскими Лесными братьями, украинскими ОУН/УПА, белорусским Чёрным котом, хотя была значительно менее известна.
С конца 1980-х годов и особенно в независимой Молдове отношение изменилось — «Чёрная армия» стала считаться крестьянским сопротивлением тоталитарному режиму.
Вооружённое антисоветское формирование, напоминающее «Чёрную армию», изображено в фильме Валериу Гажиу Коршуны добычей не делятся. Однако конец реальной Armata Neagră был совершенно иным, нежели в киноверсии.